# Achille Bertarelli
Achille Bertarelli (* 12. November 1863 in Mailand; † 20. Mai 1938 in Rom) war ein italienischer Bibliophiler, Kunstsammler, Mäzen und Autor.

## Herkunft und frühe Jahre
Seine Eltern waren Pier Giuseppe Bertarelli und Carolina Nessi, ein älterer Bruder war der Geograph, Publizist, Höhlenforscher und Pionier des Fahrradtourismus Luigi Vittorio Bertarelli (1859–1926).
Achille Bertarelli studierte Rechtswissenschaft in Mailand und Bologna, wo er 1888 promoviert wurde. Danach schloss er sich seinen Brüdern Giulio und Luigi Vittorio in der väterlichen Kerzenmanufaktur an, die nach des Vaters Tod von ihnen zu einer Firma zur Herstellung sakraler Gegenstände und Einrichtungen umgewandelt wurde; die „Fabbrica di Arredi Sacri F.lli Bertarelli“ bestand noch bis in die 1970er Jahre.
Im November 1894 waren er und sein Bruder Luigi Vittorio Gründungsmitglieder des Touring Club Ciclistico Italiano (Italienischer Fahrradtourismus Club), der im Jahre 1900 in Touring Club Italiano (T.C.I.) (Italienischer Touring Club) umbenannt wurde.

## Kunstsammler und Autor
Schon früh, um 1890, entwickelte Bertarelli seine Leidenschaft für das Sammeln und Studium von gravierten Drucken und illustrierten Büchern, wobei er sich insbesondere auf damals von anderen Sammlern vernachlässigte Darstellungen des täglichen Lebens konzentrierte. In Exlibris, in alten Visitenkarten, in Ansichten von Städten, in Drucken historischer und volkstümlicher Themen interessierte ihn vor allem die zeitgenössische Darstellung eines Ereignisses, einer Umgebung, eines Gusto. In dem Inventar seiner Sammlung, Spiegazione e stato numerico delle raccolte del Dr. A. Bertarelli al 1º gennaio 1905, katalogisierte er diese in folgende Sachgebiete: Historische Drucke; Bräuche und Sitten; Theater, Literatur und Ikonographie; Transportmittel; Künste und Kunsthandwerk; Handel und Werbung; Kleine Drucke; Buchschmuck; und kolorierte Drucke.
1893 erwarb er den Fundus des im 17. Jahrhundert gegründeten, berühmten Druck- und Verlagshauses Remondini in Bassano del Grappa und rettete damit viele historische Drucke vor ihrer Zweckentfremdung zu Altpapier. Ebenso kaufte er den Nachlass von Carlo Cattaneo, bestehend aus Büchern, die für eine Italienische Politische Bibliothek zusammengetragen worden waren.
Bereits 1897 wandte Bertarelli sich mit dem Bibliographen und Bibliothekar Giuseppe Fumagalli, damals Direktor der Biblioteca Nazionale Braidense in Mailand, zunehmend der Geschichte der Herstellung und Verbreitung des illustrierten Buches und des Gravurdruckes von besonders populärem Charakter zu, wobei er mehrere zuvor ignorierte Aspekte studierte: die alten Verlagsgesellschaften, die Stile der Buchverzierung typisch für einige italienische Städte im 17. und 18. Jahrhundert, die großen privaten Sammlungen von Büchern und Drucken, für die Fumagalli einen Führer zusammenzustellen beabsichtigte, der dann aber nur in einem einzigen Aufsatz 1903 veröffentlicht wurde.
Bei dem Mailänder Verleger Ulrico Hoepli publizierte Bertarelli 1902 sein Buch Gli Ex libris italiani, und 1911 veröffentlichte er beim Istituto Italiano d’Arti Grafiche in Bergamo das monumentale Werk Il Biglietto da Visita Italiano, beide in Zusammenarbeit mit David Henry Prior. Im Jahr 1911 organisierte er zusammen mit dem Romanisten und Mediävisten Francesco Novati eine Ausstellung populärer Ikonographie im Rahmen der Italienischen Ethnographischen Ausstellung in Rom und veröffentlichte den Katalog dazu.
Zu seinem Freundeskreis gehörten neben Novati und Fumagalli, mit dem er die Società Bibliografica Italiana gründete und deren Vizepräsident er bis zu ihrer Auflösung 1915 war, u. a. der Bibliothekar und spätere Präfekt der Biblioteca Ambrosiana in Mailand Achille Ratti, der 1922 Papst wurde, der Architekt und Kunsthistoriker Luca Beltrami und der Journalist Alfredo Comandini. Von Fumagalli lernte er die Methodik bibliographischer Forschung, von Novati die Bedeutung italienischer populärer Drucke. In späteren Jahren fanden sich auch jüngere Forscher und Kunstliebhaber in seinem Umkreis, darunter Paolo Arrigoni, mit dem er 1931 das Werk Piante e Vedute della Lombardia veröffentlichte. Arrigoni war es, der Bertarelli davon überzeugte, seine Sammlung in eine städtische Institution einzubringen, wo weiterer Ausbau und Bekanntheit zu erwarten seien. Im Herbst 1927 wurde dieses Vorhaben realisiert: Bertarelli schenkte seine riesige Sammlung von Drucken der Stadt Mailand und die Stadt richtete in mehreren Räumen im Südflügel des Castello Sforzesco die Civica Raccolta Stampe mit mehr als 300.000 Exponaten ein. Bertarelli kümmerte sich auch weiterhin – soweit es das Familiengeschäft erlaubte und in Zusammenarbeit mit den städtischen Bediensteten – um die Sammlung und deren stetige Erweiterung.
Ebenfalls 1927 erschien bei Hoepli der mit Antonio Monti verfasste monumentale Band Tre Secoli di Vita Milanese nei documenti iconografici 1630-1875 (Drei Jahrhunderte Mailänder Leben in ikonographischen Dokumenten). 1929 kam der Band L’imagerie populaire italienne heraus.
Abgesehen von einigen kleineren Studien befasste sich Bertarelli nach 1925 zusammen mit Arrigoni vor allem mit der Erstellung sorgfältiger Kataloge von einzelnen Abteilungen ihrer Sammlung. Von diesen sind besonders Le carte geografiche dell’Italia und Le stampe storiche conservate nella raccolta del Castello Sforzesco erwähnenswert, die 1930 bzw. 1932 in Mailand erschienen. 1931 erschien die mit Timina Caproni Guasti verfasste Biographie des Luftfahrtpioniers Francesco Zambeccari, 1938 das ebenfalls mit Guasti verfasste Werk L’aeronautica italiana nell’immagine 1487-1875. Der Band Le incisioni di Giuseppe Maria Mitelli kam erst posthum 1940 heraus.
Bertarelli zog sich im 1938 während einer Reise nach Rom dort eine Grippe zu, die sich zu einer Lungenentzündung entwickelte. Er starb in Rom am 20. Mai 1938. Noch im selben Jahr beschloss die Stadtverwaltung von Mailand, die Civica Raccolta Stampe im Castello Sforzesco nach ihrem Gründer zu benennen.

## Veröffentlichungen (Auswahl)
Siehe Paolo Arrigoni: Elenco degli scritti di Achille Bertarelli. In: Le incisioni di Giuseppe Maria Mitelli. Mailand 1940, S. 15–18.
- mit David Henry Prior: Gli ex libris italiani. Mailand 1902 (Digitalisat).
- mit Henry Prior: Il biglietto da visita italiano. Contributo alla storia del costume e dell'incisione nel sec. XVIII. Istituto Italiano d’Arti Grafiche, Bergamo 1911 (Digitalisat).
- Inventario della raccolta donata da Achille Bertarelli al Comune di Milano. Risorgimento italiano. 3 Bände, Istituto d'arti Grafiche, Bergamo 1925.
- mit Antonio Monti: Tre secoli di vita milanese nei documenti iconografici 1630-1875. Hoepli, Mailand 1927; Nachdruck Tre secoli di vita milanese nei documenti iconografici, 1630-1875. Cisalpino-Goliardica, Mailand 1976.
- L’imagerie populaire italienne. Duchartre & Van Buggenhoudt, Paris 1929.
- mit Paolo Arrigoni: Le carte geografiche dell'Italia, conservate nella Raccolta delle Stampe e dei Disegni. Comune di Milano, Istituti di Storia e d’Arte, Mailand 1930.
- mit Paolo Arrigoni: Piante e Vedute della Lombardia. Tipografia del Popolo d’Italia, Mailand 1931.
- mit Paolo Arrigoni: Le stampe storiche conservate nella raccolta del Castello Sforzesco. Comune di Milano, Istituti di Storia e d’Arte, Tipografia del Popolo d'Italia, Mailand 1932.
- mit Paolo Arrigoni: Piante e vedute di Roma e del Lazio conservate nella raccolta delle stampe e dei disegni. Comune di Milano, Mailand 1939.
- Le incisioni di Giuseppe Maria Mitelli. Catalogo critico. Comune di Milano, Mailand 1940.